# Половинка (Хабарский район)
Половинка — упразднённое село в Хабарском районе Алтайского края России. Располагалось на территории современного Коротоякского сельсовета. Точная дата упразднения не установлена.

## География
Располагалось в 12 км к юго-востоку от села Коротояк.

## История
В 1928 г. деревня Половинка состояла из 204 хозяйств. Центр Половинского сельсовета Хабарского района Славгородского округа Сибирского края.

## Население
В 1926 г. в деревне проживало 1004 человека (269 мужчин и 535 женщин), основное население — русские.